# Theofánis Kourembés
Theofánis Kourembés (en grec moderne : Θεοφάνης Κουρεμπές), né le 26 mai 1965 à Ássos (el) en Grèce, est un homme politique grec.

## Biographie
Aux élections législatives grecques de janvier 2015, il est élu député au Parlement grec sur la liste de la SYRIZA dans la circonscription de la Corinthie.